# شیفت اینک
شیفت اینک (انگلیسی: SHIFT Inc.) شرکت نرم‌افزار ژاپنی است، که در سال ۲۰۰۵ توسط ماسارو تانگی تأسیس شد.